# ETION
ETION (Forum voor geëngaeerd ondernemen) is een Vlaams ondernemersplatform. Deze van oorsprong katholieke ledenbeweging voor ondernemers en managers die werken "op een waardegedreven en duurzame manier" stond tot 2015 bekend als het VKW, Verbond van Katholieke (of Kristelijke) Werkgevers. De beweging wil ondernemers een platform aanbieden waar ze kennis kunnen delen, ervaringen uitwisselen en elkaar inspireren. De Franstalige tegenhanger was het Association Chrétienne des Dirigeants et Cadres (ADIC).

## Geschiedenis
In 1925 werd in Antwerpen het Algemeen Christelijk Verbond van Werkgevers (ACVW) opgericht, vijf jaar nadat aan Franstalige zijde de Union d'Action Sociale Chrétienne was opgericht. Oorspronkelijk was de Vlaamse organisatie vooral in Antwerpen actief. Vanwege de snelle opgang werden ook in andere regio's afdelingen opgericht (bijvoorbeeld ACVW West-Vlaanderen in 1929). Al vlug telde het ACVW 1000 lidbedrijven over heel Vlaanderen. Op dat ogenblik probeerde het ACVW een echte confederatie van katholieke sectorale werkgeversorganisaties te worden.
In 1935 werd een federale organisatie op Belgisch niveau opgericht, onder de naam Federatie van Katholieke Werkgevers (FeKaWe), die het ACVW en het Franstalige APIC overkoepelde. Een nationaal secretariaat kwam tot stand en een nationale zetel werd georganiseerd in Brussel in de Kortenberglaan. Verschillende provinciale afdelingen verkozen rechtstreekse contacten met het FeKaWe, waarbij het ACVW teruggedrongen werd tot een hoofdzakelijk Antwerpse afdeling. Het FeKaWe zorgde voor de publicaties van de vereniging, evenals voor de internationale uitstraling en contacten. Het vervulde een essentiële rol bij de ontwikkeling van UNIAPAC, de internationale katholieke patroonsfederatie.
In 1961 werd de Belgische federatie in zijn activiteiten teruggedrongen en was voortaan, onder de naam UNIAPAC-België, hoofdzakelijk een doorgeefluik voor de internationale contacten. Aan Vlaamse zijde werd de zelfstandigheid aangegrepen om de naam te wijzigen die vanaf 1962 Verbond van Katholieke Werkgevers (VKW) werd.
Van oorsprong was VKW een katholieke werkgeversorganisatie, maar ook hier heeft de secularisering plaatsgevonden. Lodewijk Brouwers, s.j. (1901-1997) was jarenlang geestelijk adviseur van het verbond en hoofdredacteur van De christelijke werkgever. Ook Jan Kerkhofs s.j. (1924 - 2015) was van 1963 tot 1968 algemeen proost van de vereniging. Momenteel schuift de organisatie in haar missie vier waarden naar voor: "open", "grondig", "sterk" en "warm".
In 2004 fuseerden de diverse regionale autonome afdelingen tot één groep. Deze groep bestaat uit 2 vzw's:
- ETION, Ledenwerking vzw
- ETION, Synergia vzw

### Naamsveranderingen
| Periode   | Naam                                                          |
| --------- | ------------------------------------------------------------- |
| 1925-1962 | Landelijk Algemeen Christelijk Verbond van Werkgevers (LACVW) |
| 1962-1966 | Verbond van Katholieke Werkgevers (VKW)                       |
| 1966-1978 | Verbond van Kristelijke Werkgevers (VKW)                      |
| 1978-2004 | Verbond van Kristelijke Werkgevers en Kaderleden (VKW)        |
| 2004-2009 | VKW, de Christelijke werkgeversorganisatie                    |
| 2009-2015 | VKW, het Ondernemersplatform                                  |
| 2015      | ETION, forum voor geëngageerd ondernemen                      |

## Structuur

### Voorzitter en leiding
Dirk Vandeputte is sinds 2017 voorzitter en de operationele leiding ligt in handen van een driekoppig directieteam: Gino Vijncke (algemeen directeur), Serge Huyghe (operationeel directeur) en Gizy Lamaire (directeur HR & organisatie).
Van januari 2011 tot eind april 2016 was Caroline Ven gedelegeerd bestuurder. Daarvoor was Johan Van Overtveldt algemeen directeur (2007-2010).
| Periode    | Voorzitter             |
| ---------- | ---------------------- |
| 1926-?     | Honoré De Gryse        |
| 1934       | Aloys Van de Vyvere    |
| 1935-1951  | Leon Antoine Bekaert   |
| 1951-1965  | René Goris             |
| 1965-1971  | Jan Baert              |
| 1971-1988  | Antoine Bekaert        |
| 1988-1994  | Ward Thielemans        |
| 1994-1997  | Luc Santens            |
| 1997-2004  | Norbert Van Broekhoven |
| 2004-2009  | Guido Beazar           |
| 2010-2017  | Herman Van de Velde    |
| 2017-heden | Dirk Vandeputte        |

| Periode    | Algemeen directeur   |
| ---------- | -------------------- |
| 2007-2010  | Johan Van Overtveldt |
| 2011-2016  | Caroline Ven         |
| 2016-heden | Gino Vijncke         |

### Regionale verankering
De organisatie werkt vanuit Wilrijk (Sneeuwbeslaan 20), maar rolt de activiteiten uit in de werkregio's Antwerpen-Mechelen, Brabant-Brussel, Kempen, Oost-Vlaanderen en West-Vlaanderen.